# Paper Tiger
Pour plus de détails, voir Fiche technique et Distribution.
Paper Tiger est un film américano-italo-brésilien réalisé par James Gray et dont la date sortie n'a pas encore été annoncée.

## Synopsis
Deux frères qui, voulant profiter du rêve américain, se retrouvent empêtrés dans une sale affaire liée à la mafia russe qui terrorise leur famille, mettant leur relation à rude épreuve alors quitte à laisser apparaître la trahison.

## Fiche technique
Sauf indication contraire, les informations mentionnées dans cette section peuvent être confirmées par la base de données cinématographiques IMDb,  présente dans la section « Liens externes ».
- Titre : Paper Tiger
- Réalisation et scénario : James Gray
- Musique :
- Direction artistique :
- Décors :
- Costumes : Amy Roth
- Montage :
- Photographie : Joaquín Baca-Asay
- Production : Andrea Bucko, Gary Farkas, Anthony Katagas, Raffaela Leone, Marco Perego, Carlo Salem et Rodrigo Teixeira
  - Production exécutive : Lee Broda, Aidan Kahn, Debbie Klaar, Riccardo Maddalosso, Jeff Rice et Emille Salverson
- Sociétés de production : Leone Film Group et RT Features
- Distribution :
- Pays de production :  États-Unis
- Langue originale : anglais
- Genre : policier, thriller, drame
- Date de sortie : Date sujette à modification

## Distribution
- Adam Driver
- Miles Teller
- Scarlett Johansson
- Elena Solovei
- Cindy Katz
- Meredith Holzman
- Patrick Murney
- Roman Engel : Benjamin Pearl
- Marianne Ferrari : Ramona Katz
- Matt Gorsky
- Tom Johnson
- Grisha Reydler
- Gavin Goudey
- Raphael Corkhill

## Production

### Genèse et développement
En octobre 2022, James Gray déclare, durant la promotion de Armageddon Time, qu'il serait intéressé par un film sur le personnage d'une mère interprétée par Anne Hathaway : « L'histoire se déroule de manière très inattendue, car mon père a effectivement connu un certain succès financier, mais a fini par se le faire confisquer par le gouvernement après avoir eu des ennuis avec la justice. Au même moment, ma mère a appris qu'elle était mourante. Je pense donc que ce sera un film sur cette période. »
Lors du festival de Deauville en septembre 2024, James Gray révèle sur France Inter qu'il travaille à la création d'une œuvre originale qui « parlera de ma famille, mais pas de mon point de vue, peut-être du point de vue de mes parents » et qui se déroulerait 5 à 10 ans après les événements ayant inspiré Armageddon Time. Il ajoute que le projet, bien que personnel, comportera également des éléments du film policier. En novembre 2024, le cinéaste annonce que son prochain projet sera un thriller policier intitulé Paper Tiger.

### Attribution des rôles
Dès l'annonce du projet, Adam Driver, Jeremy Strong et Anne Hathaway sont engagés pour jouer dans le film.
Cependant, en mai 2025, Jeremy Strong et Anne Hathaway quittent le film pour conflit d'emploi du temps et cèdent leurs rôles à Miles Teller et Scarlett Johansson.

### Tournage
Le tournage débute en juin 2025 dans le New Jersey et se déroule notamment à Denville Township.